# اسب سرکش
اسب سرکش (به انگلیسی: Crazy Horse) متولد ۱۸۴۲ داکوتای جنوبی، نام یکی از رهبران سرخ‌پوستان آمریکا بود.
وی متعلق به قبیله لاکوتا بود.

## منابع

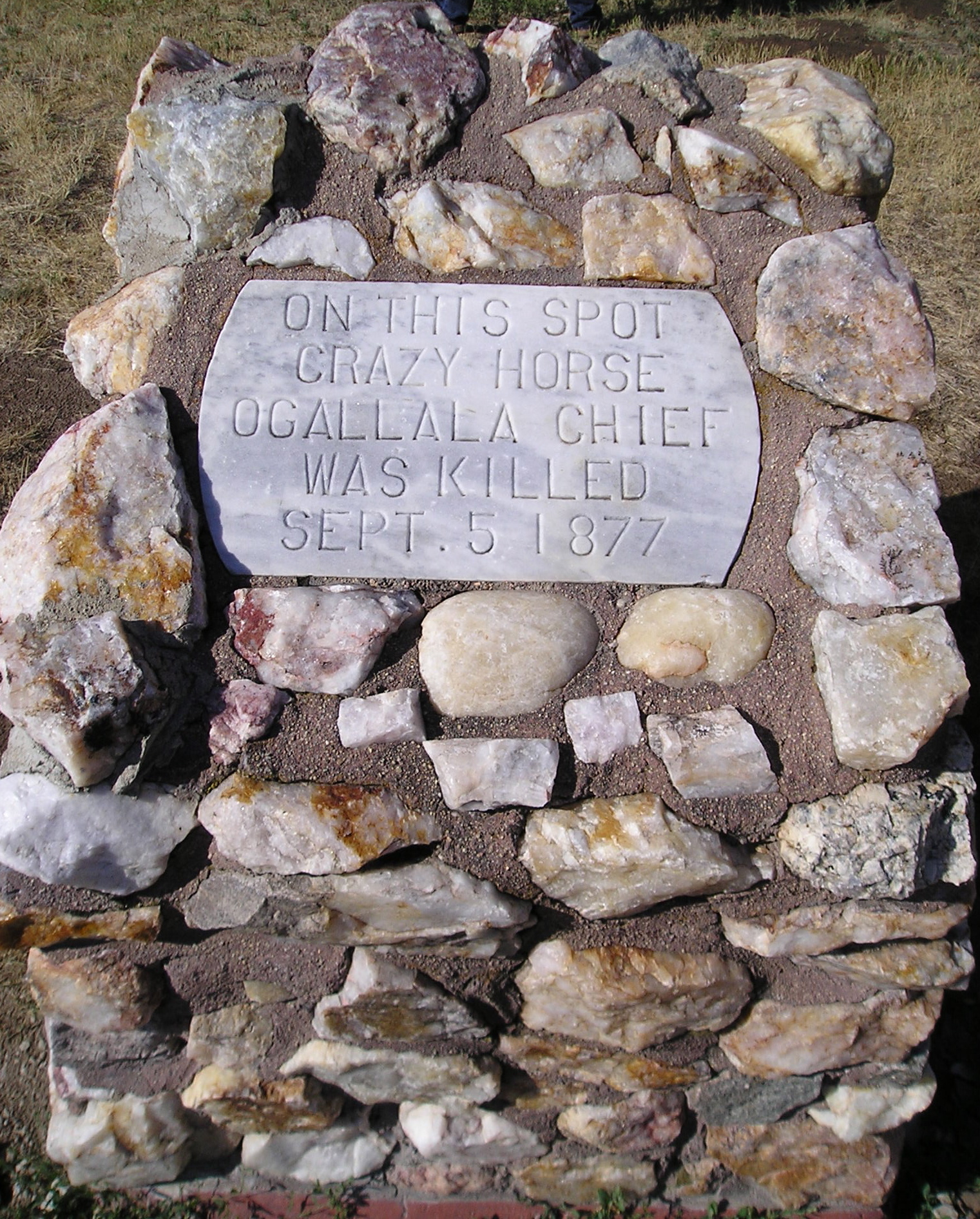